# Rettungsmedaille der Freien Stadt Danzig
Die Rettungsmedaille der Freien Stadt Danzig wurde am 18. Februar 1927 auf Beschluss des Senats gestiftet und konnte an Personen als Anerkennung für die unter eigener Lebensgefahr ausgeführte Rettung eines Menschenlebens ohne Rücksicht auf die Staatsangehörigkeit des Retters verliehen werden.
Die aus Silber gefertigte runde Medaille zeigt auf der Vorderseite mittig das von zwei stehenden Löwen gehaltenen Danziger Wappenschild. Über dem Wappenschild ist ein Stern zu sehen, unter dem Wappen und den Löwen drei stilisierte Wellen, umlaufend die Inschrift FREIE • STADT • DANZIG sowie rückseitig die vierzeilige Inschrift Für Rettung aus Lebensgefahr, die teilweise von Lorbeerzweigen umgeben ist.
Diese Medaille wurde von Max Buchholz (1878–1947) entworfen und trägt seine künstlerischen Initialen „MB“.  
Getragen wurde die Auszeichnung am Band auf der linken Brustseite.
Mit der Eingliederung der Freien Stadt Danzig am 1. September 1939 in das Deutsche Reich stellte man die Verleihung der Rettungsmedaille ein.